# Karzeł (powieść)
Karzeł (szw. Dvärgen) – powieść historyczna autorstwa szwedzkiego pisarza Pära Lagerkvista z 1944. Jest jedną z trzech opowieści składających się na cykl Zło. 
Powieść powstała w okresie niemieckiego terroru, jaki zalał prawie całą Europę w czasie II wojny światowej, w wyniku czego autor odszedł od wcześniej poruszanej tematyki poszukiwania sensu życia oraz metafizyki i skierował się ku zagadnieniom moralności w czasach zagrożenia kultury i egzystencji. Pisarz broni swoim utworem ideałów humanistycznych i walczy z obecną wokół każdego z ludzi przemocą. Akcja utworu rozgrywa się w okresie renesansu, a jej przedmiotem jest problem istoty zła, w tym wypadku wcielonego w postać wyalienowanego karła egzystującego przy dworze włoskiego księcia. Według Lagerkvista Każdy człowiek ma swego karła. Karzeł to zło, które towarzyszy człowiekowi.